# Solygeia
Solygeia  este un oraș în Grecia în prefectura Corintia.